# セルギオ・パウロ
セルギオ・パウロは、新約聖書の「使徒言行録」（13:7）に登場する人物で、ローマ帝国の地方総督である。「セルギオ」は口語訳聖書などで使われている表記であり、ラテン語名ではルキウス・セルギウス・パウルス（ラテン語: Lucius Sergius Paulus）である。
使徒パウロが第1回伝道旅行でキプロス島に渡ったとき、キプロスの地方総督であった。パウロがセルギオ・パウロと魔術師バルイエスに伝道しようとしたが、魔術師エルマが邪魔をしたので、パウロによって盲目にされた出来事を見て、驚嘆してキリスト教に入信した。